# Harlange
Pour l’article ayant un titre homophone, voir Arlange.
Harlange (luxembourgeois : Harel, allemand : Harlingen) est une section de la commune luxembourgeoise du Lac de la Haute-Sûre située dans le canton de Wiltz

## Géographie
Harlange est délimité à l’ouest par la frontière belge.

## Histoire
Harlange était une commune à part entière avant le 1er janvier 1979 lorsqu'elle fusionna avec Mecher pour former la commune du Lac de la Haute-Sûre.